# Spuipoort (Dordrecht)
De Spuipoort was een stadspoort in de Zuid-Hollandse stad Dordrecht aan het eind van de Grote Spuistraat, op het huidige Spuiplein. De oudste vermelding van de poort stamt waarschijnlijk uit 1312, toen de poort "de nieuwe poerte" werd genoemd. De benaming Spuipoort is sinds 1439 (als "spoypoert") bekend. De naam verwijst naar een nabijgelegen, 14e-eeuwse spuisluis in de stadsmuur, die al in 1377 werd afgedamd.
In 1609 werd een nieuwe poort gebouwd, die in 1870 is gesloopt. Deze poort was voorzien van drie gedenkstenen. Een daarvan is tijdens de renovatie van de Groothoofdspoort in de jaren 1970 in de nieuwe voorpoort aldaar gemetseld. Deze steen herdacht het onsuccesvolle beleg van 1418 door Jan IV van Brabant en Jacoba van Beieren. De andere stenen verwezen naar de Sint-Elisabethsvloed en de wapenfeiten van graaf Dirk IV die in 1049 werd vermoord in de omgeving van de plek waar later Dordrecht ontstond.

Jacob van Strij, Fantasievoorstelling met de Spuipoort, 1785, Universitaire Bibliotheken Leiden
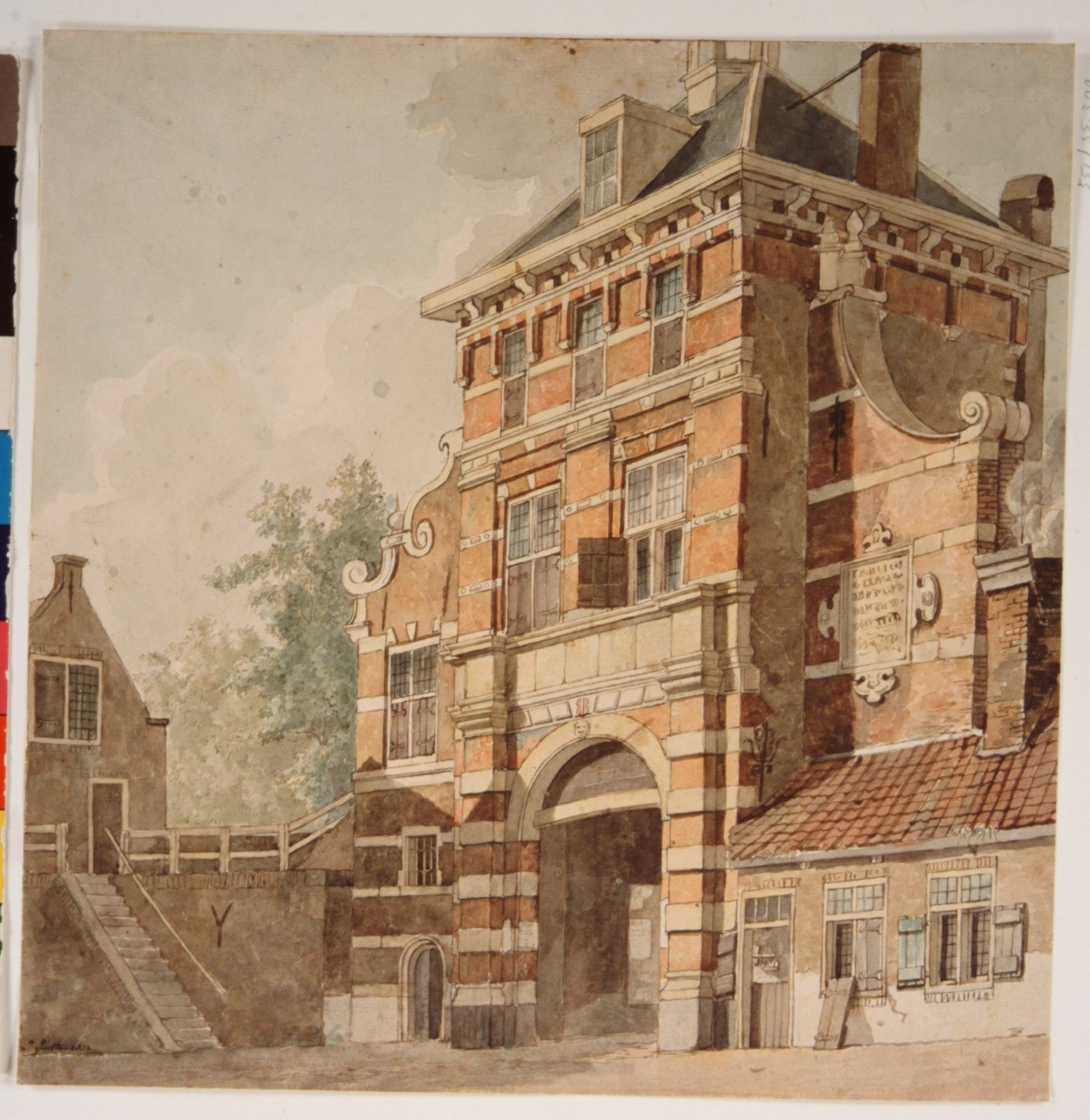
Johannes Rutten, Binnenzijde van de Spuipoort, 1852, Regionaal Archief Dordrecht, inv. 551_35399 (= D.I. 997)
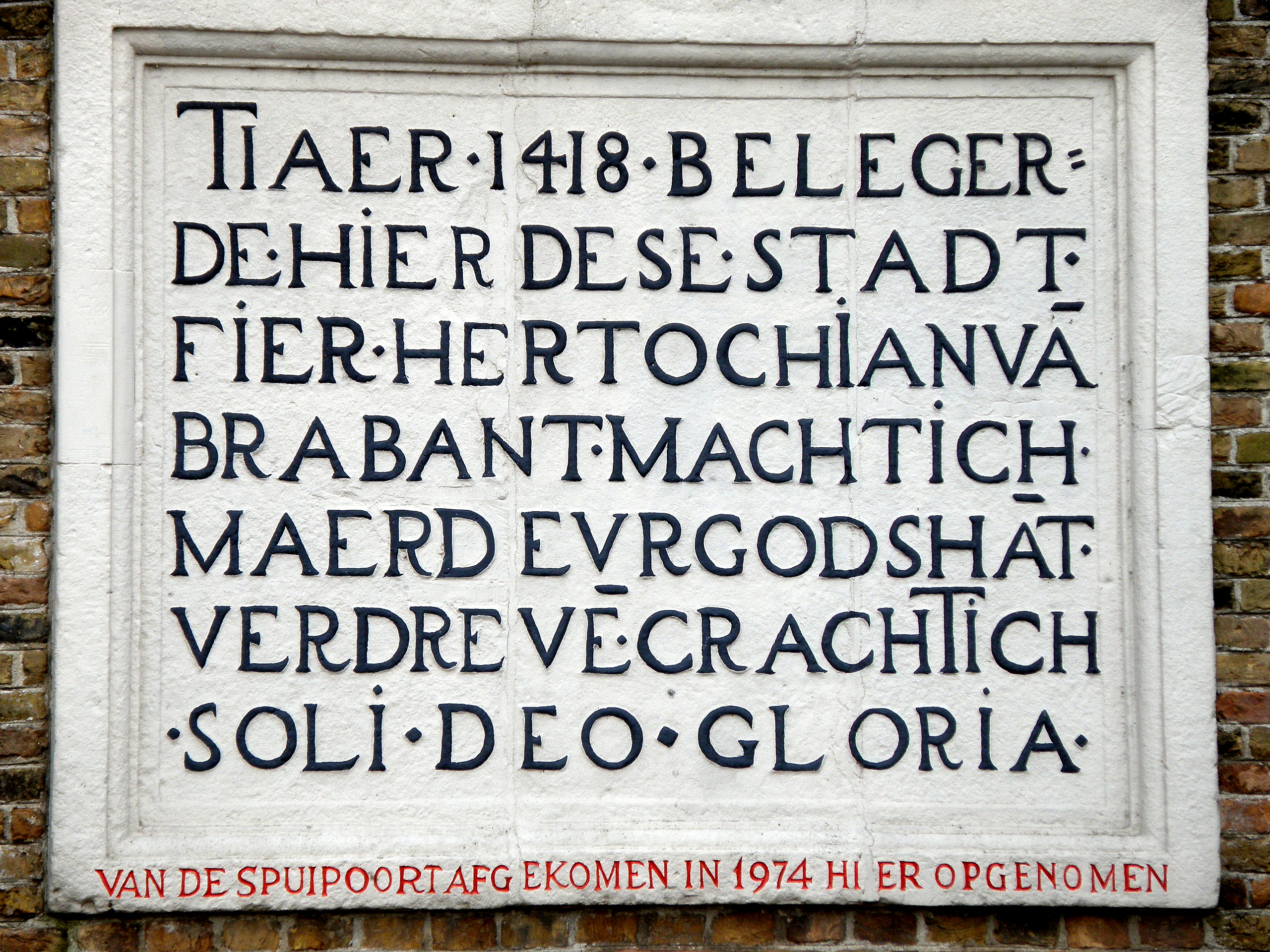
Gedenksteen van het beleg van 1418